# Transferència inconscient
Dins l'entorn de seguretat informàtica, es coneix com a protocol de  transferència inconscient  (oblivious transfer) com un mètode utilitzat per a transferir un secret d'un usuari {\displaystyle A} a un usuari {\displaystyle B} i que A no sàpiga si B va poder conèixer el secret (la probabilitat que això passi és de 1/2), d'aquí el terme "inconscient". Aquest protocol dona lloc a l'eclosió d'altres protoclos com Compromís de bits i Demostració de coneixement nul.

## Definició formal
Aquí definirem el que es coneix com a protocol de Rabin, la següent definició il·lustrarà amb precisió un protocol de transferència inconscient d'una clau secreta d'un criptosistema de Rabin:
1. L'usuari A tria 2 grans nombres primers piq, després calcula n = p * qi li envia na B.
2. B tria una x, on 1 <x <ni mcd (n, x) = 1 (que NYX siguin coprimers) i li envia {\displaystyle x^{2}modn} a A.
3. A calcula les 4 arrels de x^2 mod n que són (x, nx, i, ny), tria una aleatòriament i és l'envia a B.
4. Si B rep jo ni, llavors B pot calcular piq mitjançant l'algorisme euclidià fent mcd ((x+i), n) el que conclourà en poq, si B rep xo nx, llavors B no pot calcular pi q.

Aquí queda plasmat com la probabilitat que B conegui piq és 1/2, ja que l'espai mostral conté 4 resultats (x, nx, i, ni) i tots equiprobables (consistent en la definició de la probabilitat de Laplace) el que cada resultat té probabilitat d'1/4 i com el succés "B pot conèixer piq" conté 2 d'aquests resultats (i, ni), es veu que la probabilitat és de 1/2 i en nom de la generalització, si cada bit d'un secret codificat es transmet mitjançant transferència inconscient, llavors la probabilitat que B pugui conèixer el secret amb precisió és de 2^-n, on n és la longitud de bits del secret codificat.